# Triberg-vízesés
A fekete-erdei Triberg közelében fekvő Triberg-vízesés a maga 163 méteres szintkülönbségével Németország egyik legnagyobb és legismertebb vízesése. Eredeti német nevében (Triberger Wasserfälle) többes szám utal arra, hogy a vízesés több szakaszból áll: a Gutach-folyó több hatalmas gránitlépcsőn keresztül zuhan a Schönwald-fennsíkról a Triberg település kellős közepén nyíló, erdővel borított völgykatlanba. A tengerszint felett 856 - 872 m-en elhelyezkedő felső szakaszt három fő lépcső alkotja, ezt egy meredek patakmeder majd a hét lépcsőből álló főszakasz követi. Ez utóbbi a tengerszint felett 713 - 805 m-en fekszik. A vízesés teljes hossza kb. 230 m.
A rendkívül változatos vízesés, amelyet két fahíd is átível, meglehetősen jól kiépített, részben aszfaltozott utakon barangolható be, amelyek este 22:00-ig ki vannak világítva és télen is járhatók. A hóval borított környezetben a jeges vízesés különlegesen szép látványt nyújt. A vízesés területére öt bejárat is nyílik: a városközpontban a B 500-as útról, a hegyi tó felől, a Scheffelplatzról, az Adelheidról és az Asklepios-klinika háta mögött.

## Keletkezése
A tribergi völgykatlan a szomszédos hegyi tóval együtt a kainozoikumi eljegesedés során alakult ki. A Schönwald-fennsík északkeleti lejtőin számos hasonló, gleccserek által létrehozott, amfiteátrum-szerű mélyedés található.

## Gazdasági és kulturális jelentősége
A vízesés környékét 1805-ben tették biztonságosan járhatóvá. A 19. század közepén a vízeséshez látogató turisták száma az új közlekedési útvonalak kiépítésével párhuzamosan jelentősen gyarapodott, és hamarosan a hagyományos tribergi Mária-zarándoklatok résztvevőinek számát is felülmúlta.
A vízeséshez kapcsolódó vízerőmű tette lehetővé Triberg város számára 1884-ben – Németországban elsőként – az elektromos utcai világítás kiépítését. A főszakasz alatt és fölött még ma is a vízesésből nyert elektromos árammal működik a közvilágítás.
Évente körülbelül 500.000 kiránduló és turista látogat a Triberg-vízeséshez. A belépés díjköteles. A látogatók többsége azonban csak nagyon kevés időt tölt a vízesésnél, így a város egyéb, idegenforgalomhoz kapcsolható bevételei viszonylag szerények.
A vízesés hírneve az elmúlt 200 évben kissé megfakult. Egy képes magazin „Németország legszebb természeti csodájának“ titulálta. Sokan „Németország legmagasabb vízesésének“ tartják, holott a Todtnau-vízesés és a Königssee-nél található Röthbach-vízesés egyaránt magasabb nála. Ez utóbbi csaknem 470 m szintkülönbségű, viszont igen nehezen megközelíthető, ezért jóval kevésbé ismert.
A Triberg-vízesést azonban bizonyosan nevezhetjük „klasszikus német vízesésnek“, hiszen számos művészeti alkotáshoz adott ihletet, mint ahogy azt a karlsruhei Badisches Landesmuseum gyűjteménye is bizonyítja.

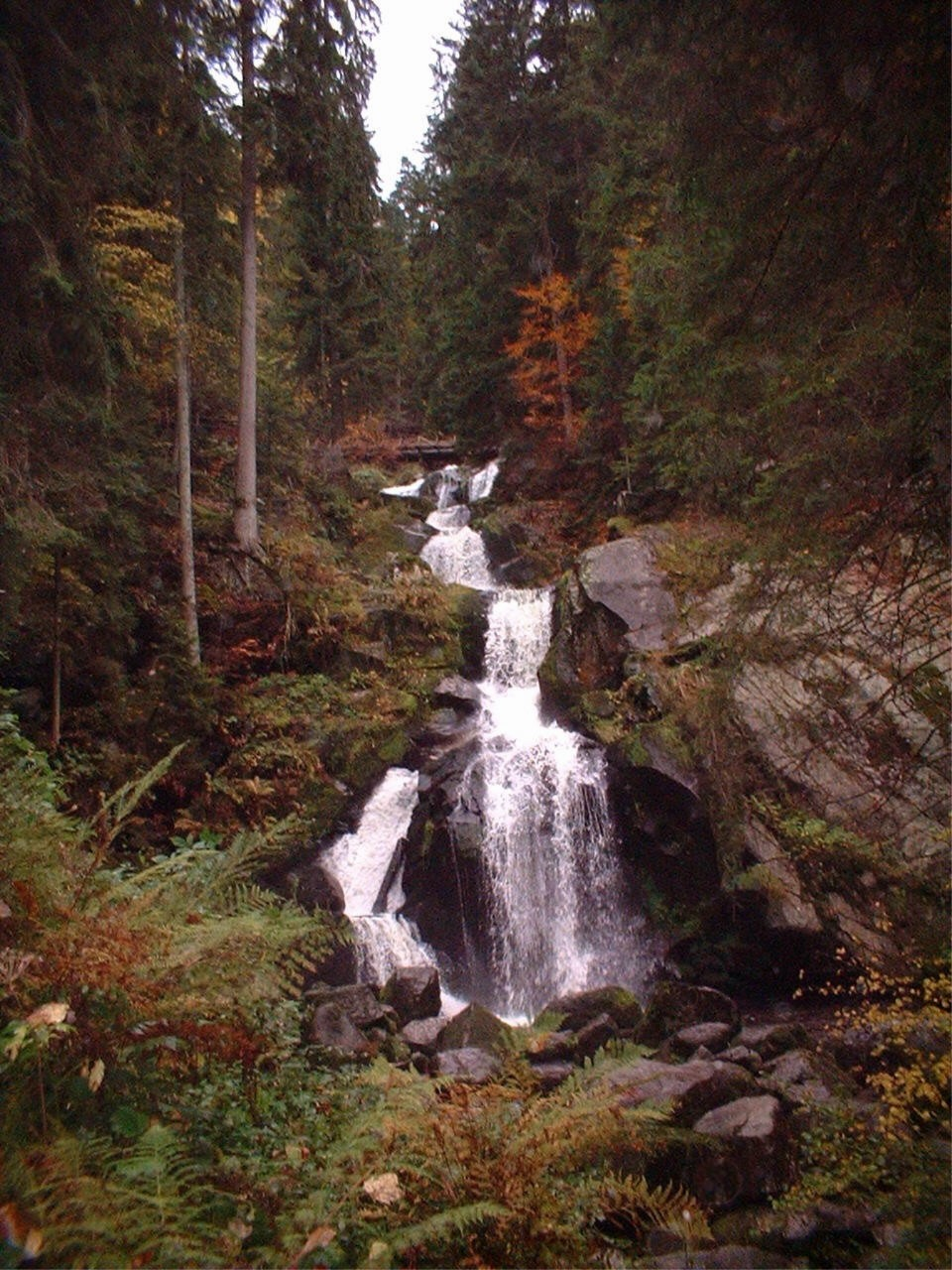
Triberg-vízesés
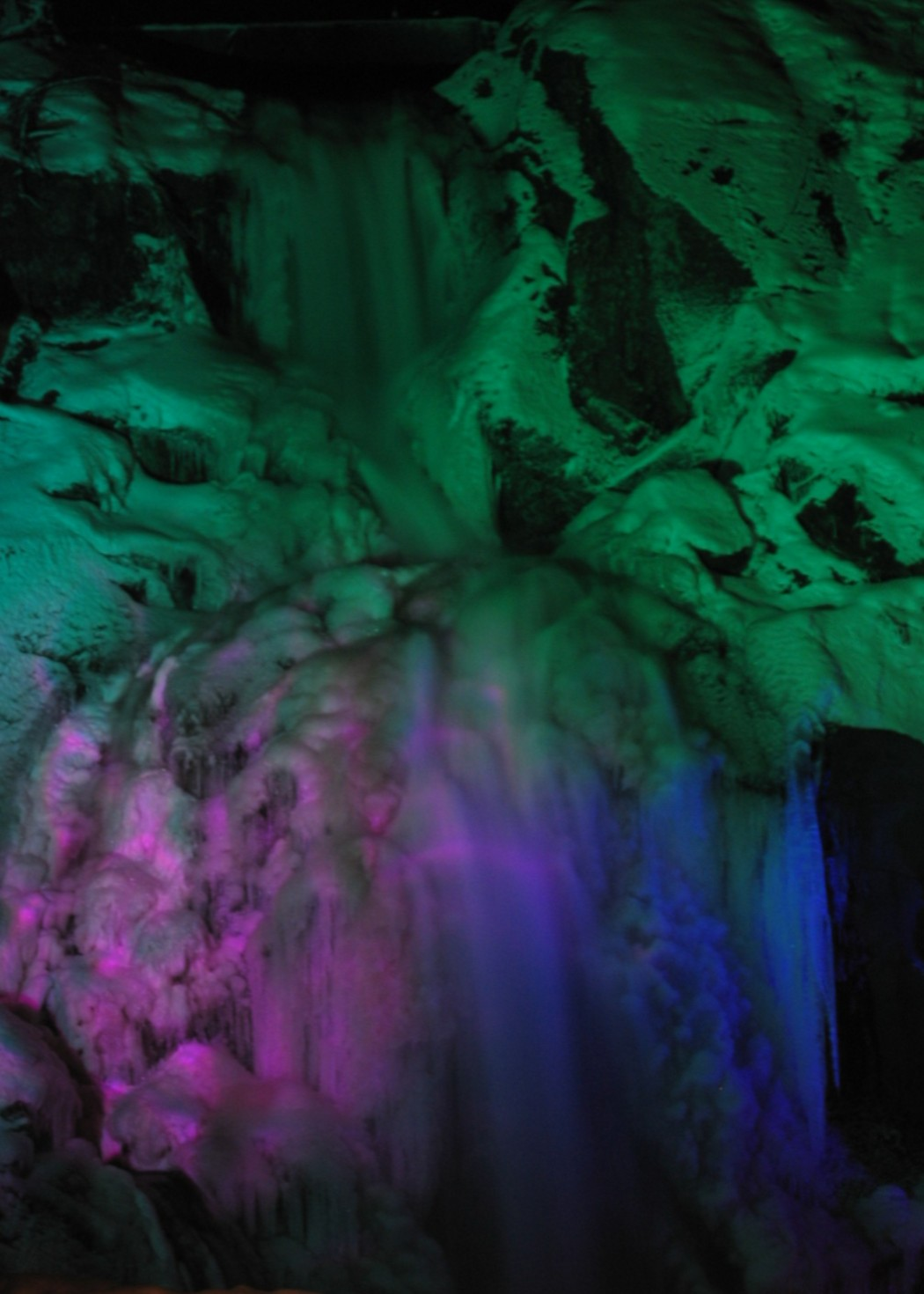
Triberg-vízesés újévi megvilágításban
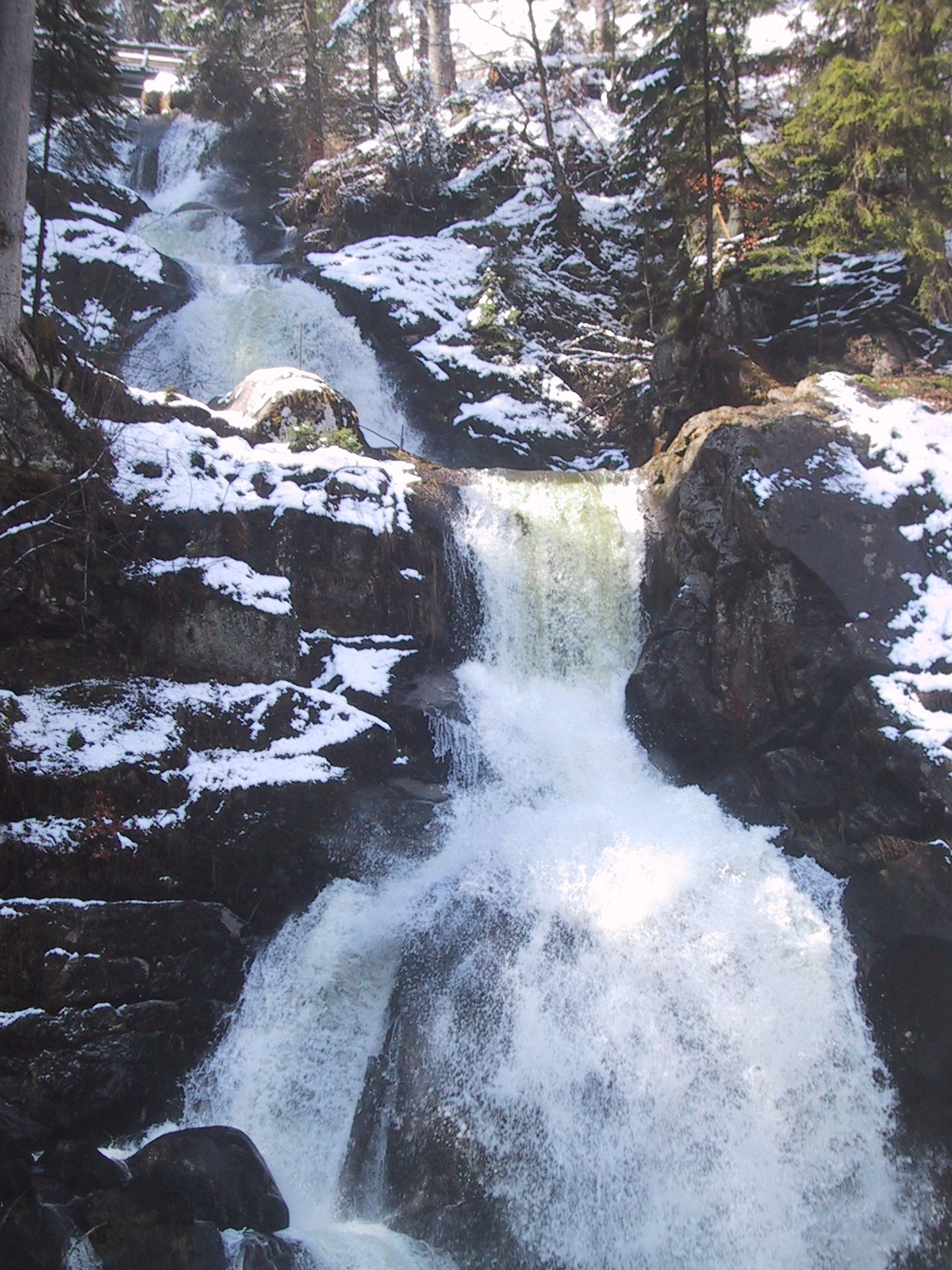
Triberg-vízesés télen